# Chandler (Indiana)
Chandler – miasto w Stanach Zjednoczonych, w stanie Indiana, w hrabstwie Warrick.